# Mohamed Kader
Mohamed Abdel Kader Coubadja Touré (ur. 8 kwietnia 1979 w Sokodé, Togo) – togijski piłkarz, napastnik reprezentacji Togo w piłce nożnej.

## Życiorys
W wieku 19 lat znalazł się w kadrze A.C. Parma, gdzie widziano w nim zastępcę Hernána Crespo czy Abela Balbo. Nie spełnił jednak oczekiwań i został wypożyczony do AC Lugano. Tam również był jednym z wielu dobrych napastników. Po sezonie działacze Parmy postanowili wypożyczyć Kadera do drużyny Al-Ahli Dubaj. Dopiero w tym klubie przełamał się i zaliczył znakomity sezon, strzelając 17 bramek w 20 meczach. Zaowocowało to powrotem do Parmy, jednak tam nie dostawał szans na pokazanie się. Zaliczał jedynie końcówki meczów, co nie pozwoliło mu w pełni zaprezentować umiejętności. Odszedł więc do Serie B, do AC Vicenza, ale i tam grał słabo. Zdecydował się na ponowny transfer do Szwajcarii – tym razem do Servette FC. Pierwszy sezon w tym klubie był udany, strzelił 6 bramek w 20 meczach i miał podstawowe miejsce w składzie Servette. W następnym sezonie rozegrał o 15 meczów więcej niż w poprzednim i wpisał się aż 19 razy na listę strzelców. Natomiast w sezonie 2004-05 zagrał tylko w 13 meczach, 4 razy trafiając do siatki rywala. Mimo to działacze francuskiego FC Sochaux-Montbéliard zdecydowali się na zakup Kadera. Następnie przeniósł się do En Avant Guingamp, gdzie rozegrał łącznie 24 mecze. W przerwie zimowej sezonu 2007/2008 został wypożyczony do Al-Jazira Club. Następnie grał w Al Dhafra Club i Ajman Club, a w 2012 został zawodnikiem rezerw Sochaux.
13 czerwca 2006 podczas Mundialu w Niemczech strzelił pierwszą w historii bramkę dla Togo na Mistrzostwach Świata. Był to mecz przeciw Korei Południowej. Łącznie w dorosłej reprezentacji rozegrał 49 meczów i strzelił 19 goli, natomiast w młodzieżówce zaliczył 7 występów.

## Kariera w liczbach
| Sezon   | Klub                     | Kraj       | Flaga                        | Rozgrywki         | Mecze | Bramki |
| ------- | ------------------------ | ---------- | ---------------------------- | ----------------- | ----- | ------ |
| 1995/96 | Étoile Filante de Lomé   | Togo       | Togo                         | Première Division | ?     | ?      |
| 1996/97 | Étoile Filante de Lomé   | Togo       | Togo                         | Première Division | ?     | ?      |
| 1997/98 | Étoile Filante de Lomé   | Togo       | Togo                         | Première Division | ?     | ?      |
| 1997/98 | CA Bizertin              | Tunezja    | Tunezja                      | CLP-1             | 24    | 16     |
| 1998/99 | AC Parma                 | Włochy     | Włochy                       | Serie A           | 0     | 0      |
| 1999/00 | AC Lugano                | Szwajcaria | Szwajcaria                   | Super League      | 1     | 0      |
| 2000/01 | Al-Ahli Dubaj            | ZEA        | Zjednoczone Emiraty Arabskie | UAE League        | 20    | 17     |
| 2001/02 | AC Parma                 | Włochy     | Włochy                       | Serie A           | 0     | 0      |
| 2001/02 | Vicenza Calcio           | Włochy     | Włochy                       | Serie B           | 4     | 0      |
| 2002/03 | Servette FC              | Szwajcaria | Szwajcaria                   | Super League      | 25    | 6      |
| 2003/04 | Servette FC              | Szwajcaria | Szwajcaria                   | Super League      | 25    | 6      |
| 2004/05 | Servette FC              | Szwajcaria | Szwajcaria                   | Super League      | 35    | 19     |
| 2004/05 | FC Sochaux-Montbéliard   | Francja    | Francja                      | Ligue 1           | 9     | 1      |
| 2005/06 | FC Sochaux-Montbéliard   | Francja    | Francja                      | Ligue 1           | 11    | 0      |
| 2005/06 | Guingamp                 | Francja    | Francja                      | Ligue 2           | 12    | 0      |
| 2006/07 | Guingamp                 | Francja    | Francja                      | Ligue 2           | 12    | 0      |
| 2006/07 | Al-Jazira Club           | ZEA        | Zjednoczone Emiraty Arabskie | UAE League        | 9     | 7      |
| 2007/08 | Guingamp                 | Francja    | Francja                      | Ligue 2           | 14    | 1      |
| 2008/09 | Al Dhafra Club           | ZEA        | Zjednoczone Emiraty Arabskie | UAE League        | 10    | 13     |
| 2009/10 | Ajman Club               | ZEA        | Zjednoczone Emiraty Arabskie | UAE League        | 9     | 3      |
| 2010/11 | Ajman Club               | ZEA        | Zjednoczone Emiraty Arabskie | UAE Division 1    | 4     | 6      |
| 2012/13 | FC Sochaux-Montbéliard B | Francja    | Francja                      | CFA               | 17    | 4      |
| 2013/14 | FC Sochaux-Montbéliard B | Francja    | Francja                      | CFA               | 28    | 8      |
| 2014/15 | FC Sochaux-Montbéliard B | Francja    | Francja                      | CFA               | 0     | 0      |
| 2015/16 | FC Sochaux-Montbéliard B | Francja    | Francja                      | CFA               | 26    | 6      |